# INS Ejlat (501)
INS Ejlat (501) je korveta Izraelského vojenského námořnictva třídy Sa'ar 5 postavená Northrop Grumman Ship Systems v roce 1993. Je jednou ze tří korvet třídy Sa'ar 5 izraelského námořnictva a jejím domovským přístavem je Haifa v Izraeli. Kontrakt na výstavbu tří lodí byl podepsán začátkem 80. let. Ejlat byla první lodí této třídy, která byla spuštěna na vodu v roce 1993 a uvedena do služby v květnu 1994.